# Ben McLachlan
Ben McLachlan (Queenstown, 10 maggio 1992) è un ex tennista neozelandese naturalizzato giapponese.
Specialista del doppio, ha vinto sette tornei nel circuito maggiore – tutti sul cemento – e diversi altri nei circuiti minori. Il suo miglior ranking ATP è stato il 18º nel novembre 2018. Ha fatto il suo esordio in Coppa Davis con la squadra giapponese nel settembre 2017. Dal 2017 giocava esclusivamente in doppio.

## Biografia
Nato e cresciuto in Nuova Zelanda da padre neozelandese e madre giapponese, ha un fratello maggiore, Riki, che è stato il suo coach a inizio carriera. Si è trasferito per studiare negli Stati Uniti con il fratello e tra il 2011 e il 2014 ha giocato nei campionati di college statunitensi con la squadra di tennis della University of California. Da juniores e nei primi anni di professionismo ha rappresentato il suo Paese d'origine;  dal giugno 2017 ha difeso i colori del Giappone.

## Carriera

### Esordi da neozelandese e primi titoli
Esordisce tra i professionisti nel circuito ITF Futures nel giugno 2012 al torneo statunitense USA F14; nei primi anni fa solo alcune apparizioni e comincia a giocare con continuità nel giugno 2014, dopo aver disputato la sua prima semifinale in singolare e la prima finale in doppio tra i professionisti al torneo ITF Japan F7. Nel novembre successivo alza il primo trofeo Futures vincendo il torneo di doppio all'USA F32. Nel 2016 comincia a diradare le sue presenze in singolare, si concentra sul doppio e quell'anno disputa due finali Challenger; a luglio gioca il suo ultimo torneo Futures.

### 2017, nazionalità giapponese, primo titolo ATP e top 100
Nel giugno 2017 conquista il primo titolo Challenger a Todi e subito dopo prende la nazionalità giapponese, attratto dalle maggiori possibilità di successo in un Paese in cui il tennis è molto più popolare che in Nuova Zelanda e i giocatori beneficiano di aiuti economici molto più sostanziosi. A settembre disputa il suo ultimo incontro in singolare tra i professionisti.
Quello stesso mese fa il suo esordio assoluto in Coppa Davis con una sconfitta nella sfida vinta 3-1 dal Giappone contro il Brasile e conquista il primo titolo da giapponese al Challenger Gwangju Open in coppia con il taiwanese Chen Ti. Il successivo 8 ottobre fa il suo esordio nel circuito maggiore e subito si aggiudica il titolo all'ATP 500 di Tokyo, dove in coppia con Yasutaka Uchiyama sconfigge in finale i quotati Jamie Murray / Bruno Soares per 6-4, 7-6. Grazie a questo successo entra per la prima volta nella top 100 del ranking ATP, all'80º posto. Inizia quindi ad alternare le presenze nel circuito ATP con quelle nei Challenger e a novembre vince il Kobe Challenger.

### 2018, semifinale all'Australian Open, due titoli ATP e 18º nel ranking
Nel gennaio 2018 esordisce in una prova del Grande Slam all'Australian Open in coppia con Jan-Lennard Struff e si spingono fino in semifinale, dove vengono battuti da Oliver Marach / Mate Pavic dopo aver eliminato nei quarti le teste di serie numero 1 Lukasz Kubot / Marcelo Melo. Quell'anno McLachlan partecipa anche agli altri tornei del Grande Slam e si metterà in luce solo a Wimbledon, raggiungendo i quarti. Disputa inoltre quattro finali ATP, vince quella di Shenzhen con Joe Salisbury e si conferma campione a Tokyo, questa volta con Struff. Continua a progredire in classifica e a fine stagione porta il best ranking alla 18ª posizione.

### 2019-2020, tre titoli ATP
Inizia bene il 2019 vincendo in gennaio il titolo a Auckland insieme a Struff, ma subito inizia la discesa nel ranking uscendo al primo turno agli Australian Open. Tra fine febbraio e inizio marzo raggiunge due finali ATP a Marsiglia e a Dubai e le perde entrambe. Subisce poi una lunga serie di sconfitte interrotta dal titolo vinto in giugno al Challenger Surbiton Trophy. In coppia con Luke Bambridge raggiunge per la prima volta i quarti di finale agli US Open e risale la classifica, ma non conferma i successi dell'autunno precedente nella tournée asiatica e a ottobre scende alla 50ª posizione. Nel gennaio 2020 si conferma campione a Auckland e il mese dopo perde la finale a Delray Beach contro i fuoriclasse Bob e Mike Bryan, al loro ultimo titolo della carriera. Nel prosieguo della stagione subisce diverse sconfitte, in ottobre scende al 63º posto del ranking e subito risale al 48º grazie al titolo conquistato a Colonia con Raven Klaasen.

### 2021, un titolo ATP
Nella prima parte del 2021 raggiunge tre semifinali ATP, vince per la prima volta un incontro al Roland Garros e torna a giocare nei quarti a Wimbledon. Fa quindi il suo esordio olimpico ai Giochi di Tokyo in coppia con Kei Nishikori e vengono sconfitti nei quarti di finale dalle teste di serie nº 1 e future medaglie d'oro Nikola Mektic / Mate Pavic, mentre nel doppio misto viene eliminato al secondo turno con Ena Shibahara. Al successivo ATP 500 di  Washington si aggiudica il settimo titolo ATP sconfiggendo con Raven Klaasen la coppia Neal Skupski / Michael Venus, torna così nella top 30 del ranking da cui era uscito nel maggio 2019. Negli ultimi dieci tornei della stagione supera il primo turno solo agli US Open, ed esce al secondo turno, e a Metz, dove in coppia con Henri Kontinen viene eliminato in semifinale da Hubert Hurkacz / Jan Zieliński.

### 2022, una finale ATP
Inizia il 2022 giocando con Klaasen e dopo le sconfitte al turno di esordio nei primi due tornei stagionali, agli Australian Open raggiungono il terzo turno. In febbraio si spingono fino alla finale a Marsiglia e vengono sconfitti al terzo set da Andrej Rublëv / Denys Molčanov. Tornano a mettersi in luce ad aprile raggiungendo la semifinale all'ATP dell'Estoril. Nei successivi tornei ATP stagionali McLachlan vince solo sei incontri di primo turno e ad agosto risolleva la classifica vincendo i Challenger di Chicago e Vancouver in coppia con André Göransson.

### 2023-2024, due semifinali ATP e ritiro
Apre la stagione vincendo con Goransson il Canberra Challenger, mentre con Yoshihito Nishioka esce al secondo turno agli Australian Open. Torna a giocare con Goransson e dopo la semifinale disputata all'ATP di Dallas si aggiudicano il Challenger 125 di Monterrey. Vengono di nuovo eliminati in semifinale all'ATP 500 di Acapulco e si ritirano poi durante la finale al Challenger di Puerto Vallarta. Escono al secondo turno nei primi tornei ATP stagionali che disputano su terra battuta a Houston e Banja Luka.
Nei mesi successivi superano il primo turno nei tornei ATP solo a Newport. Dopo questo torneo McLachlan inizia a giocare con altri partner e il miglior risultato è il secondo turno raggiunto agli US Open in coppia con Yoshihito Nishioka. Chiude la stagione dopo il secondo turno disputato al torneo ATP di Tokyo. Nel 2024 prende parte solo all'Auckland Open e agli Australian Open, uscendo in entrambi al primo turno. Ad aprile annuncia il ritiro dalle competizioni.

## Statistiche

### Doppio

#### Vittorie (7)
| Legenda doppio       |
| Grande Slam (0)      |
| ATP Finals (0)       |
| ATP Masters 1000 (0) |
| ATP Tour 500 (3)     |
| ATP Tour 250 (4)     |

| N. | Data              | Torneo                                     | Superficie  | Compagno           | Avversari in Finale           | Punteggio      |
| 1. | 8 ottobre 2017    | Japan Open Tennis Championships, Tokyo (1) | Cemento     | Yasutaka Uchiyama  | Jamie Murray Bruno Soares     | 6–4, 7–6(1)    |
| 2. | 30 settembre 2018 | Shenzhen Open, Shenzhen                    | Cemento     | Joe Salisbury      | Robert Lindstedt Rajeev Ram   | 7–6(5), 7–6(4) |
| 3. | 7 ottobre 2018    | Japan Open Tennis Championships, Tokyo (2) | Cemento     | Jan-Lennard Struff | Raven Klaasen Michael Venus   | 6–4, 7–5       |
| 4. | 12 gennaio 2019   | Auckland Open, Auckland (1)                | Cemento     | Jan-Lennard Struff | Raven Klaasen Michael Venus   | 6–3, 6–4       |
| 5. | 18 gennaio 2020   | Auckland Open, Auckland (2)                | Cemento     | Luke Bambridge     | Marcus Daniell Philipp Oswald | 7–6(3), 6–3    |
| 6. | 25 ottobre 2020   | ATP Cologne 2, Colonia                     | Cemento (i) | Raven Klaasen      | Kevin Krawietz Andreas Mies   | 6–2, 6–4       |
| 7. | 8 agosto 2021     | Washington Open, Washington                | Cemento     | Raven Klaasen      | Neal Skupski Michael Venus    | 7-6(4), 6-4    |

#### Finali perse (6)
| Legenda              |
| Grande Slam (0)      |
| ATP Finals (0)       |
| ATP Masters 1000 (0) |
| ATP Tour 500 (1)     |
| ATP Tour 250 (5)     |

| N. | Data             | Torneo                            | Superficie  | Compagno           | Avversari in Finale             | Punteggio           |
| 1. | 10 febbraio 2018 | Open Sud de France, Montpellier   | Cemento (i) | Hugo Nys           | Ken Skupski Neal Skupski        | 6(2)–7, 4–6         |
| 2. | 6 maggio 2018    | Istanbul Open, Istanbul           | Terra rossa | Nicholas Monroe    | Dominic Inglot Robert Lindstedt | 6–3, 3–6, [8–10]    |
| 3. | 24 febbraio 2019 | Open 13 Provence, Marsiglia       | Cemento (i) | Matwé Middelkoop   | Jérémy Chardy Fabrice Martin    | 3–6, 7–6(4), [3–10] |
| 4. | 2 marzo 2019     | Dubai Tennis Championships, Dubai | Cemento     | Jan-Lennard Struff | Rajeev Ram Joe Salisbury        | 6(4)–7, 3–6         |
| 5. | 23 febbraio 2020 | Delray Beach Open, Delray Beach   | Cemento     | Luke Bambridge     | Bob Bryan Mike Bryan            | 6–3, 5–7, [5–10]    |
| 6. | 20 febbraio 2022 | Open 13 Provence, Marsiglia (2)   | Cemento (i) | Raven Klaasen      | Andrej Rublëv Denys Molčanov    | 6–4, 5–7, [7–10]    |

## Risultati in progressione
| Sigla | Risultato               |
| ----- | ----------------------- |
| V     | Vincitore               |
| F     | Finalista               |
| SF    | Semifinalista           |
| O     | Oro olimpico            |
| A     | Argento olimpico        |
| SF    | Bronzo olimpico         |
| QF    | Quarti di Finale        |
| 4T    | Quarto turno            |
| 3T    | Terzo turno             |
| 2T    | Secondo turno           |
| 1T    | Primo turno             |
| RR    | Round Robin             |
| LQ    | Turno di qualificazione |
| A     | Assente                 |
| ND    | Non disputato           |

| Legenda superfici    |
| -------------------- |
| Cemento              |
| Terra battuta        |
| Erba                 |
| Superficie variabile |

### Doppio
| Tornei Grande Slam         |               |               |               |     |     |     |       |
| Australian Open, Melbourne | SF            | 1T            | 1T            | 1T  | 3T  | 2T  | 7–6   |
| Roland Garros, Parigi      | 1T            | 1T            | 1T            | 2T  | 1T  | 1T  | 1–6   |
| Wimbledon, Londra          | QF            | 1T            | ND            | QF  | 1T  | 1T  | 6–5   |
| US Open, New York          | 1T            | QF            | 1T            | 2T  | 1T  | 2T  | 5–6   |
| Vittorie–Sconfitte         | 7–4           | 3–4           | 0–3           | 5–4 | 2–4 | 2–4 | 19–23 |
| Giochi olimpici            |               |               |               |     |     |     |       |
| Giochi olimpici            | Non Disputati | Non Disputati | Non Disputati | QF  | ND  | ND  | 2–1   |
| Vittorie–Sconfitte         | Non Disputati | Non Disputati | Non Disputati | 2–1 | ND  | ND  | 2–1   |

### Doppio misto
Aggiornato al 27 agosto 2023.
| Tornei Grande Slam         |               |               |               |     |     |      |
| Australian Open, Melbourne | A             | 1T            | A             | 2T  | QF  | 3–3  |
| Roland Garros, Parigi      | 1T            | 1T            | ND            | A   | 2T  | 1–3  |
| Wimbledon, Londra          | 3T            | 1T            | ND            | 2T  | 1T  | 1–3  |
| US Open, New York          | 1T            | A             | ND            | 2T  | A   | 1–2  |
| Vittorie–Sconfitte         | 1–3           | 0–3           | 0–0           | 2–2 | 3–3 | 6–11 |
| Giochi olimpici            |               |               |               |     |     |      |
| Giochi olimpici            | Non Disputati | Non Disputati | Non Disputati | 2T  | ND  | 1–1  |
| Vittorie–Sconfitte         | Non Disputati | Non Disputati | Non Disputati | 1–1 | ND  | 1–1  |